# Marquise-Thérèse de Gorla
Marquise-Thérèse de Gorla, známá jako Mademoiselle Du Parc nebo Marquise Du Parc (1633 v Lyonu – 11. prosince 1668 v Paříži) byla francouzská herečka. V letech 1653 až 1667 byla členkou Molièrovy společnosti, poté vystupovala v Hôtel de Bourgogne, kde vytvořila titulní roli v tragédii Jeana Racina Andromaque.

## Životopis
Jejím otcem byl Giacomo de Gorla, pouťový žonglér italsko-švýcarského původu, který nutil svou dceru tančit na pódiu. V roce 1635 se usadil v Lyonu  kde měl ve svých službách soubor herců.
Začínala jako tanečnice a herečka ve venkovském souboru, než se v Lyonu setkala s Molièrovým souborem. Dne 23. února 1653 se provdala za jednoho z jeho herců, Reného Berthelota známého jako Du Parc, který se specializoval na role komorníků. Poté přijala umělecké jméno Mademoiselle Du Parc.
Když Molièrova společnost působila v Paříži, debutovala 24. října 1658 před králem Ludvíkem XIV. a dvorem v Louvru a poté před veřejností v paláci Petit-Bourbon. O Velikonocích roku 1659 opustili Du Parc a jeho žena Molièrovu skupinu a připojili se k souboru Théâtre du Marais.
Zkušenost v Marais byla pro ně ale zklamáním, a tak ještě v říjnu téhož roku podepsali smlouvu s Molièrovým souborem, aby formalizovali svůj návrat, který se podle zvyku uskutečnil během velikonoc roku 1660.
U Molièra pokračovala Marquise-Thérèse bez přerušení až do konce roku 1666 s výjimkou narození syna Jeana-Baptiste-Reného. Díky svému tanečnímu vzdělání vynikala také v baletech, které často doprovázely představení.
Získala hlavní tragickou roli v Alexandru Velikém, druhé hře Jeana Racina, jehož milenkou se stala po manželově smrti. Bohužel pro ni byla hra obnovena v plné exkluzivitě konkurenčním souborem Hôtel de Bourgogne, což způsobilo kolaps tržeb v Palais-Royal a opuštění hry. To vedlo k definitivnímu rozchodu mezi Racinem a Molièrem. V červnu 1666 při uvedení Molièrova Misantropa, dostala roli  Arsinoé. O Velikonocích roku 1667 Racine konečně získal od souboru Hôtel de Bourgogne angažmá s Marquise-Thérèse, pro kterou právě napsal hlavní roli v Andromaque.
Marquise-Thérèse Du Parc zemřela při porodu na ulici Quincampoix, pravděpodobně na potrat. Byla pohřbena v karmelitánském kostele Billettes.